# 60622 Pritchet
60622 Pritchet este un asteroid din centura principală de asteroizi.

## Descriere
60622 Pritchet este un asteroid din centura principală de asteroizi. A fost descoperit pe 30 martie 2000 la Dominion Astrophysical Observatory de David D. Balam. Asteroidul prezintă o orbită caracterizată de o semiaxă mare de 2,25 ua, o excentricitate de 0,06 și o înclinație de 3,7° în raport cu ecliptica.